# Top Heatseekers
最佳熱門發現榜（英語：Top Heatseekers）是《告示牌》每周發布的音樂榜單，專輯榜和歌曲榜於1991年推出，目的展現新的和發展中的音樂作品銷售。登榜歌曲也可能同時登上Billboard 200和Billboard Hot 100。